# 维克托·塞尔日
维克托·塞尔日（法語：Victor Serge，法語：[viktɔʁ sɛʁʒ]；1890年12月30日—1947年11月17日）是比利时无政府主义作家、革命家，他支持俄国的十月革命，反对法西斯主义、斯大林主义。他是托洛茨基的战友，非常关心中国1927年的革命，写了不少关于中国革命的文章，中国托派领袖之一郑超麟就曾翻译和出版过他的作品。

## 著作
- 《一位革命者的回忆》
- 《俄罗斯革命逸史》